# Lady Marmalade (All Saints)
Lady Marmalade è un singolo del gruppo musicale britannico delle All Saints, terzo estratto dal loro eponimo album All Saints, pubblicato nel 1998.
Si tratta di una cover di Lady Marmalade, successo delle Labelle, venne accoppiata alla cover di Under the Bridge dei Red Hot Chili Peppers, ed  arrivò alla vetta della classifica dei singoli più venduti nel Regno Unito. La canzone è completamente cambiata nel testo rispetto all'originale, tranne che per il ritornello. È stata anche inserita nella colonna sonora del film Il dottor Dolittle.

## Tracce
- All Saints CD maxi single

1. Lady Marmalade (98 mix) - 4:02
2. Lady Marmalade (Mark's Miami Madness mix) – 7:55
3. Lady Marmalade (Sharp South Park vocal remix) – 8:09
4. Lady Marmalade (Henry & Hayne's La Jam mix) – 6:47

- All Saints CD 1

1. Under the Bridge5.03
2. Lady Marmalade 4.04
3. No More Lies 4.08
4. Lady Marmalade (Henry & Haynes La Jam mix) – 9:23
5. Under the Bridge (promo video) 5.00

- All Saints CD 2

1. Lady Marmalade (Mark!'s Miami Madness mix) – 7:56
2. Lady Marmalade (Sharp South Park vocal remix) – 8:10
3. Under the Bridge (Ignorance remix featuring Jean Paul e.s.q) – 4:55
4. Get Bizzy – 3:45

- Lords of Acid CD expand your head

1. Lady Marmalade (1999 mix) – 3:23

## Classifiche
| Classifica (1998) | Posizione massima |
| ----------------- | ----------------- |
| Regno Unito       | 1                 |
| Filippine         | 7                 |
| Francia           | 28                |
| Svizzera          | 45                |